# WTA Austrian Open 1999
Il WTA Austrian Open 1999 è stato un torneo di tennis giocato sulla terra rossa. È stata la 28ª edizione del torneo, che fa parte della categoria Tier IV nell'ambito del WTA Tour 1999. Si è giocato a Pörtschach in Austria, dal 5 all'11 luglio 1999.

## Campionesse

### Singolare
Karina Habšudová ha battuto in finale  Silvija Talaja con il punteggio di 2–6, 6–4, 6–4

### Doppio
Silvia Farina Elia /  Karina Habšudová hanno battuto in finale  Olga Lugina /  Laura Montalvo con il punteggio di 6–4, 6–4